# Maria Becker
Maria Becker, född 28 januari 1920 i Berlin, Tyskland, död 5 september 2012 i Uster, Schweiz,  var en tysk skådespelare. Hon var gift med skådespelaren Robert Freitag och mor till skådespelarna Oliver Tobias och Benedict Freitag.

## Filmografi (urval)
- 1960 – Wilhelm Tell
- 1961 – Rosmersholm
- 1990 – Wings of Fame
- 1991 – Möte med Venus